# Polypedilum irapirapi
Polypedilum irapirapi är en tvåvingeart som beskrevs av Bidawid 1996. Polypedilum irapirapi ingår i släktet Polypedilum och familjen fjädermyggor. Inga underarter finns listade i Catalogue of Life.